# Loss and Gain
Loss and Gain ((fr), Perte et Gain) est un roman philosophique de John Henry Newman publié en 1848. Il dépeint la culture de l'Université d'Oxford à l'époque mi-victorienne et la conversion d'un jeune étudiant au catholicisme romain. Le roman a connu neuf éditions au cours de sa vie. C'est la première œuvre de Newman publié après sa conversion au catholicisme romain en 1845.

## Contexte
Perte et gain décrit le climat religieux de l'Université d'Oxford dans les années 1840, une époque de discorde entre les différentes grandes factions de l'Église d'Angleterre. Certaines préconisent les doctrines protestantes, en renonçant à l'élaboration de la doctrine à travers la tradition et en soulignant la place de l'interprétation privée des Écritures. Face à ces libéraux et à d'autres factions religieuses, le Mouvement d'Oxford, dont Newman fut un des principaux membres, a préconisé une interprétation catholique de l'Église d'Angleterre, affirmant que l'Église et ses traditions ont été autorité. Parmi tous ces penseurs, cependant, l'Église catholique romaine a été méprisée comme ayant abdiqué ses prétentions à l'autorité doctrinale en introduisant la superstition dans sa pratique. En conséquence, lorsque Newman se convertit au catholicisme en 1845, il a rencontré une critique véhémente.
Dans Perte et gain, sa première publication après sa conversion, il a exprimé le développement intellectuel et émotionnel qui l'a conduit au catholicisme romain et la réponse qu'a suscité sa conversion. Newman était proche de la cinquantaine et était un théologien estimé au moment de sa conversion, mais dans le roman, il déplace son expérience sur Charles Reding, un jeune étudiant d'Oxford qui découvre ce climat intellectuel pour la première fois. Bien que Charles tente de suivre un chemin conventionnel et d'éviter d'être influencé par les «parties» (c.-à-d. des cliques préconisant des vues sectaires), il découvre bientôt qu'il incline vers le catholicisme romain. Il lutte contre cette inclination, mais décide finalement qu'il doit se convertir, une décision qui provoque une grande consternation de sa famille et ses amis, mais mène à son épanouissement personnel.

## Résumé de l'intrigue
Charles Reding arrive à l'Université d'Oxford en envisageant de suivre les conseils et l'exemple de son père, et de se soumettre aux enseignements de l'Église d'Angleterre sans s'impliquer dans toutes les debats factieux. Reding est incliné vers une forme de latitudinarisme, suivant la maxime «Mesurer les gens par ce qu'ils sont, et non par ce qu'ils ne sont pas». Ses conversations avec son ami Sheffield le convainquent, cependant, qu'il doit y avoir une bonne et une mauvaise réponses en matière doctrinale. Afin de suivre l'opinion droite, Reding cherche la source d'autorité de l'Église, et il est déçu de trouver seulement des dissensions et  la doctrine protestante du jugement privé, qui localise l'autorité interprétative dans l'individu et conduit de ce fait (du point de vue de Newman) par l'endossement de points de vue contradictoires. Par ailleurs, Reding commence à avoir des doutes sur les Trente-neuf Articles, auxquels il doit s'abonner afin de prendre son diplôme. Ses doutes sont brièvement dissipés après la mort de son père, mais reviennent peu après. En particulier, plusieurs brèves rencontres avec Willis, un ancien pair d'Oxford qui s'est converti au catholicisme romain, l'excitent et l'effrayent. Suspicieux de ses spéculations, Jennings force Reding à vivre loin d'Oxford alors qu'il étudiait pour ses examens, afin de ne pas corrompre les autres étudiants. Reding confesse ses doutes à sa sœur, Marie, qui ne les comprend pas et perd confiance en son frère. Lorsque Reding décide finalement qu'il doit se convertir, Marie, sa mère, et plusieurs amis de la famille lui expriment ressentiment et la colère. Il se rend à Londres, reçoit en chemin les encouragements d'un prêtre catholique (peut-être Newman lui-même), le premier qu'il ait jamais rencontré. À Londres, Reding rencontre des émissaires de différentes sectes religieuses et philosophiques qui, après avoir entendu parler de son départ de l'Église anglicane, veulent le recruter pour leurs propres causes. Finalement, cependant, Reding arrive au couvent des Passionistes, où il rejoint l'Église catholique romaine.

## Protagonistes
- Charles Reding - un jeune étudiant d'Oxford enclin à se soumettre à la tradition et l'autorité de l'Église d'Angleterre. Il vient de sentir, en dépit de lui-même, que l'Église romaine est la vraie Église. Il est également incliné vers le célibat. Bien qu'il soit beaucoup plus jeune que Newman lui-même était quand il s'est converti, Reding est communément considéré comme une figure autobiographique.
- Le Révérend Reding - père de Charles, un pasteur de campagne qui suit un chemin intellectuel conservateur.
- Marie - sœur de Reding, qui, malgré son amour pour son frère, est intolérante de ses doutes religieux et de sa conversion.
- William Sheffield - un ami de Reding, décrit comme "tendancieux" en ce sens qu'il participe à des modes religieuses à Oxford, mais finalement nullement engagé à un point de vue religieux particulier.
- Willis - un étudiant d'Oxford qui se convertit au catholicisme romain, et plus tard contribue à convaincre Reding à se convertir.
- Bateman - un étudiant d'Oxford incliné vers la Haute Église anglicane du catholicisme, notamment en raison de son architecture et ses ornements. Il tente en vain de se reconvertir Willis.
- M. Malcolm - un ami du Révérend Reding, qui condamne Charles pour sa conversion.
- Jennings - vice-principal à Oxford, il soupçonne Reding de sympathiser avec le catholicisme et l'envoie donc loin d'Oxford.
- Campbell - un ami anglican de Reding, qui sympathise avec Reding, bien qu'il ne supporte pas sa conversion. Il épouse Marie.
- M. Upton - chargé de cours sur les trente-neuf Articles. Il dénonce les questions de Reding comme suspectes.
- M. Vincent - un tuteur junior qui conseille Reding. Toutefois, il lui conseille d'éviter les factions religieuses au lieu de le guider vers des croyances positives.
- Freeborn - un évangélique qui anime une conversation religieuses autour d'un thé.

## Analyse littéraire
Dans ce bildungsroman, le développement intellectuel de Reding vers le catholicisme romain est parallèle (même s'il n'est pas identique à) la conversion de Newman lui-même, décrit dans son autobiographie en 1864, Apologia Pro Vita Sua. Perte et Gain est probablement le premier roman entièrement dans un milieu universitaire et Newman utilise de nombreuses expressions familières utilisées localement pour améliorer l'impression de vie quotidienne. Les opinions de Charles se développent au cours de la vie quotidienne et en réponse aux modes d'Oxford, en exprimant la conviction de Newman que tous les aspects de l'expérience sont interconnectés. Le roman a une structure essentiellement «dialogique» qui rappelle les dialogues de Platon, constitué en grande partie des conversations intellectuelles que Charles a avec des connaissances diverses sur les sujets religieux tels que le catholicisme, les Trente-neuf Articles, le symbole d'Athanase, et l'apostasie. Chaque personnage a une relation personnelle ainsi que d'une relation intellectuelle avec Charles, et possède au mieux une vérité partielle à partir de laquelle Charles tire ses propres conclusions.
Le roman a également été considéré comme une satire en raison de ses comptes de l'incohérence adoptée par les penseurs anglicans et des émissaires envieux de différentes sectes religieuses et philosophiques qui, après avoir entendu parler de son départ de l'Église anglicane, veulent le recruter pour leurs propres causes.

## Origine
Newman écrit Perte et Gain en réponse à From Oxford to Rome: And how it fared with some who lately made the journey ((fr),  Partir d'Oxford à Rome : Et comment s'en sortent ceux qui ont récemment fait le voyage), un roman d'Elizabeth Harris, initialement publié anonymement. Harris s'était converti au catholicisme romain avec un certain nombre d'anciens dirigeants du Mouvement d'Oxford, mais était devenu désabusé et reconverti à l'anglicanisme. Son roman avait pour but de dissuader les convertis potentiels au catholicisme romain, et a suggéré que Newman et d'autres convertis auraient pu envisager de retourner à l'Église d'Angleterre.